# فرای-لاوبرسهایم
فرای-لاوبرسهایم (به آلمانی: Frei-Laubersheim) یک شهر در آلمان است که در باد کرویتسناخ واقع شده‌است. فرای-لاوبرسهایم ۱٬۰۵۸ نفر جمعیت دارد.